# Rudolf Hirsch
Rudolf Hirsch (ur. 1906, zm. ?) – zbrodniarz nazistowski, członek załogi niemieckiego obozu koncentracyjnego Mauthausen-Gusen i SS-Scharführer.
Od 10 marca 1940 do 5 maja 1945 pracował dla gestapo. Między innymi w tym okresie, od lutego do maja 1945, pełnił służbę w obozie głównym Mauthausen. Uczestniczył wówczas w akcjach gazowania więźniów jako strażnik i członek personelu obozowego krematorium.
Hirsch został osądzony w procesie załogi Mauthausen-Gusen (US vs. Johann Haider i inni) przed amerykańskim Trybunałem Wojskowym w Dachau. Skazano go na 10 lat pozbawienia wolności.